# 사나트 메스 케르만 FC
사나트 메스 케르만 FC(페르시아어: باشگاه فوتبال مس کرمان, 영어: Sanat Mes Kerman Football Club)은 이란 케르만의 축구 클럽으로, 현재 이란 프로리그에서 활동하고 있다.

## 역대 감독
| 감독                  | 임기        |
| --------------------- | ----------- |
| 아미르 갈레노에이     | 2008        |
| 미로슬라브 블라제비치 | 2011 ~ 2012 |
| 알리 사메레           | 불명        |